# منتخب بولندا لكرة اليد للسيدات
منتخب بولندا لكرة اليد للسيدات هو الممثل الرسمي لبولندا في رياضة كرة اليد. شارك في بطولة العالم لكرة اليد للسيدات 15 مرة وكانت المشاركة الأولى في سنة 1957، كان أفضل مركز له فيها هو الرابع. شارك في بطولة أوروبا لكرة اليد للسيدات 5 مرات وكانت المشاركة الأولى في سنة 1996، كان أفضل مركز له فيها هو الخامس.